# Przemysław Ruchlewski
Przemysław Ruchlewski (ur. 7 sierpnia 1982 w Toruniu) – polski historyk, doktor nauk humanistycznych w zakresie historii, od 2020 zastępca dyrektora Europejskiego Centrum Solidarności, od 2022 rektor Pomorskiej Szkoły Wyższej w Starogardzie Gdańskim.

## Życiorys
Absolwent Liceum Ogólnokształcącego nr 7 im. Wandy Szuman w Toruniu (2001). W 2006 ukończył historię na Uniwersytecie Mikołaja Kopernika w Toruniu, następnie do 2010 tamże na studiach doktoranckich w Instytucie Politologii i w Instytucie Historii. Od 2014 doktor nauk humanistycznych.
Od 2010 pracownik Europejskiego Centrum Solidarności. W latach 2016–2020 kierownik Działu Badań Historycznych w ECS, a w  2020 objął stanowisko zastępcy dyrektora tej instytucji.
W latach 2014–2019 wykładowca w Wyższej Szkole Bezpieczeństwa w Gdańsku, a w latach 2014–2023 w Gdańskiej Szkole Wyższej.
W czerwcu 2025, z okazji Dnia Samorządu Terytorialnego, otrzymał Medal Prezydenta Miasta Gdańska.